# Alene hjemme 5
Alene Hjemme 5 er en amerikansk familiefilm fra 2012

## Eksterne Henvisninger
- Alene hjemme 5 på Internet Movie Database (engelsk)
- Alene hjemme 5 på AlloCiné (fransk)
- Alene hjemme 5 på MovieMeter (nederlandsk)
- Alene hjemme 5 på AllMovie (engelsk)
- Alene hjemme 5 på The Movie Database (engelsk)
- Alene hjemme 5 på Rotten Tomatoes (engelsk)
- Alene hjemme 5 på Filmaffinity (engelsk)